# Diego Bermúdez de la Torre
Diego Baltasar Bermúdez de la Torre (Lima, 6 de enero de 1622 - 1692), abogado y funcionario colonial criollo que ocupó importantes cargos académicos en el Virreinato del Perú. Rector de la Universidad de San Marcos.

## Biografía
Sus padres fueron el limeño Pedro Bermúdez, maestre de campo y regidor del Cabildo de Lima, y la andaluza Ana de la Torre. Cursó estudios en el Colegio Mayor de San Felipe y San Marcos, continuándolos en la Universidad de San Marcos, donde obtuvo el grado de Doctor en Leyes y Cánones.
Luego de recibirse como abogado en la Real Audiencia de Lima, se dedicó a su actividad profesional. Nombrado familiar del Tribunal del Santo Oficio (1639), asumió posteriormente el cargo de contador mayor interino del Real Tribunal de Cuentas en Lima. El Cabildo de Lima lo eligió sucesivamente su alférez real (1652), regidor perpetuo (1656) y finalmente alcalde ordinario (1657). Adquirió además, para sí y sus descendientes el cargo de alguacil mayor de la Real Audiencia, por la suma de 45.000 pesos
Investido con el hábito de caballero de la Orden de Santiago (1667), fue elegido por el claustro sanmarquino rector (1673). Casado con la limeña María de Solier Cáceres y Córdova, tuvo como único hijo a José Bermúdez de la Torre y Solier, importante escritor colonial.
| Predecesor: Luis de Sandoval y Guzmán             | Alcalde ordinario de Lima Segundo voto 1657        | Sucesor: Antonio Bravo de Lagunas |
| Predecesor: Francisco Ignacio de la Daga y Vargas | Rector de la Universidad de San Marcos 1673 - 1675 | Sucesor: José Dávila Falcón       |